# Agrotis albicosta
Agrotis albicosta är en fjärilsart som beskrevs av Tutt 1892. Agrotis albicosta ingår i släktet Agrotis och familjen nattflyn. Inga underarter finns listade i Catalogue of Life.